# هوراسيو ريفيرو جونيور
هوراسيو ريفيرو جونيور (بالإنجليزية: Horacio Rivero, Jr.) هو دبلوماسي وضابط أمريكي، ولد في 16 مايو 1910 في بونس، بورتوريكو في الولايات المتحدة، وتوفي في 24 سبتمبر 2000 في بورتوريكو في الولايات المتحدة.

## وصلات خارجية
- هوراسيو ريفيرو جونيور على موقع مونزينجر (الألمانية)